# Mistrzostwa Islandii w Lekkoatletyce 1928
2. Mistrzostwa Islandii w Lekkoatletyce – zawody lekkoatletyczne, które odbyły się w lipcu 1928 roku w Reykjavíku.

## Rezultaty

### Mężczyźni
| Konkurencja:                    | 1. miejsce               | Rezultat  |
| Bieg na 100 metrów              | Sveinbjörn Ingimundarson | 11,5      |
| Bieg na 200 metrów              | Sveinbjörn Ingimundarson | 23,4      |
| Bieg na 400 metrów              | Sveinbjörn Ingimundarson | 54,1      |
| Bieg na 800 metrów              | Sveinbjörn Ingimundarson | 2:05,8    |
| Bieg na 1500 metrów             | Geir K. Gígja            | 4:24,2    |
| Bieg na 5000 metrów             | Geir K. Gígja            | 16:57,8   |
| Bieg na 10 000 metrów           | Magnús Guðbjörnsson      | 37:25,5   |
| Bieg na 110 metrów przez płotki | Helgi Eiríksson          | 19,7      |
| Skok wzwyż                      | Helgi Eiríksson          | 1,70      |
| Skok o tyczce                   | Jón Magnússon            | 2,64      |
| Skok w dal                      | Sveinbjörn Ingimundarson | 6,39      |
| Trójskok                        | Sveinbjörn Ingimundarson | 11,56     |
| Pchnięcie kulą                  | Þorgeir Jónsson          | 10,45     |
| Pchnięcie kulą oburącz          | Trausti Haraldsson (?)   | 19,66     |
| Rzut dyskiem oburącz            | Þorgeir Jónsson          | 63,73     |
| Rzut oszczepem                  | Helgi Eiríksson          | 39,80     |
| Rzut oszczepem oburącz          | Helgi Eiríksson          | 69,15?    |
| Pięciobój lekkoatletyczny       | Helgi Eiríksson          | 2320 pkt. |